# لانتانا حرشفية
لانتانا حرشفية (الاسم العلمي: Lantana scabrida) هي نوع نباتي يتبع جنس اللانتانا من فصيلة اللويزية.